# Peacock (chanson)
Pour les articles homonymes, voir Peacock.
Pistes de Teenage Dream
Firework
(4) Circle the Drain
(6)
Peacock (en français Paon) est une chanson de la chanteuse américaine Katy Perry issue de son deuxième album studio Teenage Dream ; le titre est également présent sur la réédition de l'album sortie en mars 2012 Teenage Dream: The Complete Confection. La chanson, écrite par Katy Perry, Mikkel S. Eriksen, Tor Erik Hermansen et Ester Dean est basée sur le jeu de mots « peacock » qui signifie en français « paon ». Katy Perry détache le mot en « pea » - « cock », « cock » signifiant en français familier « pénis ». En raison de paroles suggestives concernant les organes génitaux masculins, le label de Perry refuse, dans un premier temps, d'inclure cette chanson sur l'album Teenage Dream comme il l'avait décidé pour sa chanson I Kissed a Girl en 2008. La chanteuse arrive à imposer son choix et la chanson est incluse sur l'album.
À sa sortie, la chanson reçoit généralement un accueil négatif. Elle a été comparée à la chanson Mickey (1982) de Toni Basil et Hollaback Girl (2005) de Gwen Stefani. En dépit de cela, bien qu'elle ne soit pas sortie en single, elle a rencontré un succès mitigé au Royaume-Uni, tandis qu'elle a été numéro un du hit-parade Hot Dance Club Songs, du magazine américain Billboard. Perry interprète Peacock à plusieurs reprises, notamment en 2011 lors de sa tournée California Dreams Tour. Lorsqu'elle la chante, Perry porte habituellement des vêtements colorés ou à paillettes.

## Développement
À la moitié de l'enregistrement de l'album Teenage Dream, Perry trouve qu'il manque quelques choses à l'album, elle décide alors de retourner en studio et de travailler avec l'équipe de réalisation Stargate qui a coréalisé sur Teenage Dream, lors d'une session en soirée, Firework et Peacock.
Au départ Capitol Records, le label de Perry, ne veut pas de la présence de cette chanson dans l'album considérant Peacock trop sujette à controverse. La présence du mot « pénis » dans la chanson rebute le label. Perry eut le même genre de discussion pour son titre I Kissed a Girl. Mécontente de l'idée de rendre sa musique plus familiale, elle refuse. Elle traite alors les gens de son label d'« idiots », car ils ne veulent pas intégrer, dans un premier temps, la chanson à l'album. Elle clarifie en ces mots : « Il y a le mot pénis dans la chanson, mais l'art est aussi dans le pet ! Tout est dans la façon dont vous le regardez ».

## Composition
Peacock est une chanson dance-pop au rythme rapide, coécrite par Katy Perry, Mikkel S. Eriksen, Tor Erik Hermansen et Ester Dean pour l'album studio Teenage Dream sorti en 2010. La chanson dure trois minutes et cinquante-deux secondes. Elle est composée dans une tonalité en Sol mineur et située dans une mesure en 4/4, avec un tempo de 138 battements par minute. La gamme vocale de Perry tient sur une octave, d'un Si bémol3 à un Ré5.

## Analyse des paroles
Perry explique que le but de l'écriture du titre Peacock est de jouer avec les mots, d'où la présence d'un double sens. L'allusion au sexe dans le hook est évidente pour plusieurs critiques. Perry considère qu'il s'agit de la plus importante insinuation au monde. Au cours d'une interview avec MTV News, la chanteuse explique qu'elle aime faire des jeux de mots, des doubles sens, et regarde les façons dont elle peut l'intégrer à son travail. Dans la chanson, Perry répète une demande à des garçons, pour qu'ils lui montrent leur paon (sous entendu leur pénis).

## Accueil

### Accueil critiques
La chanson reçue à sa sortie des commentaires généralement négatifs à propos du hook « cock, cock, cock », de la part de la critique anglophone alors que la francophone la voit d'un bon œil,.
La composition est comparée à l'hymne pour pom-pom girl de Toni Basil, Mickey par les critiques de musique,,. Certains critiques notent que Mickey contient des doubles sens comme pour Peacock. Alors que d'autres critiques relèvent une trop grande ressemblance dans la composition des deux chansons,,. Rob Sheffield de Rolling Stone constate que Peacock est une suite du single de Gwen Stefani sorti en 2005, Hollaback Girl extrait de l'album Love. Angel. Music. Baby. de 2004.
Pour Greg Kot du Chicago Tribune, Peacock adapte le rythme de la chanson de Toni Basil, Mickey, dans une métaphore suggestive, qu'il qualifie plus de « blague de mauvais goût qu'une simple chanson ». Pour Richard Legault de ShowBizz.net la chanson est « pitoyable » et ne reflète pas l'album. Pour sa chronique dans AllMusic, Stephen Thomas Erlewine estime qu'elle « se distingue par la vulgarité désespérée » et lui reproche de « scander cock, cock, cock juste au cas où nous ne l'aurions pas entendu la première fois ». Thomas conclut : « toute cette provocation stylisée est fatigante, et pas seulement parce qu'il y en a beaucoup (rien de tout cela est effectivement intéressant). C'est fatigant parce que, au fond d'elle, Perry est démodée et ne s'investit pas dans sa taquinerie agressive ». Pour Rob Sheffield de Rolling Stone, Peacock est une chanson qui manque de subtilité. Elysa Gardner de USA Today conseille à ceux qui achètent l'album de sauter la chanson. Dans sa critique négative de l'album, Matthew Cole de Slant Magazine trouve qu'il est difficile de penser à une chanson encore moins raffinée que Peacock. Il croit que toutes les critiques de l'album parleront du titre, car il s'agit d'un titre « potentiellement historique dans sa vulgarité, au point que, une fois que vous l'avez entendu, vous aurez à la décrire à d'autres personnes juste pour se convaincre que cela existe vraiment ». Mikael Wood de Spin remarque que la chanson contient un double sens que même une chanteuse comme Kesha pourrait trouver crue. Christian Larrède de Music Story, note que le titre restera « sans nul doute comme la chanson la plus vidée de substance de l’année ».
Pour Version Femina, « Katy Perry n'a, comme il se doit, pas sa langue dans sa poche (on pense au oh so shocking "Peacock") ». Willa Paskin du New York Magazine remercie Perry :

« Merci à l’inévitable et accrocheur Peacock de Perry, qui fera que dans quelques mois, les américains qui iront travailler, auront en tête la phrase « je veux voir ton paon bite bite bite ». Est-ce terrible ? Vraiment, vraiment terrible? Ou tout simplement loufoque et tordu, suffisamment pour être génial ? »

— Willa Paskin, New York Magazine
Paskin note également que Peacock est certainement l'exemple le plus choquant des doubles-sens possibles. Pour Pure Charts, il s'agit d'un titre « ovni », tout en soulignant le « phrasé à la Gwen Stefani » de Perry. Pour Chris Richars du Washington Post, les chœurs de Peacock correspondent à un ver d'oreille de premier ordre et il recommande cette chanson. Pour Bill Lamb de About.com, cette chanson est « la quintessence du coquin » et elle est plaisante à chantonner. Pour Sarah Anderson de PopCrush « peu importe les paroles suggestives, la chanson est accrocheuse ».

### Accueil commercial, classements et certification
Bien que le titre ne soit pas sorti en tant que single, Peacock s'est classé dans quelques hit-parades dans le monde. La chanson se classe ainsi à la 56e place au Canada. Elle fait de même en République tchèque où elle est 52e. Au Royaume-Uni, il s'agit du moins bon succès pour Peacock. Durant la semaine du 11 septembre 2010, la chanson se classe à la 125e place. Dans le classement Hot Dance Club Songs des États-Unis, le titre se place à la 1re place le 4 décembre 2010 avant de se faire remplacer par In for the Kill de La Roux le 11,. Au 17 septembre 2011, la chanson s'est vendue à 403 000 exemplaires. Le titre est certifié disque d'or puis disque de platine aux États-Unis.

#### Classements
| Classement (2010)              | Meilleure position |
| ------------------------------ | ------------------ |
| Canada (Hot 100)               | 56                 |
| États-Unis (Dance Club Songs)  | 1                  |
| République tchèque (IFPI)      | 52                 |
| Royaume-Uni (UK Singles Chart) | 125                |

#### Certification
| Région                                                                                                 | Certification | Ventes/Streams |
| --- | ------------- | -------------- |
| États-Unis                                                                                             | Platine       | 1 000 000      |
| *Ventes selon la certification ^Mise en rayon selon la certification xNon précisé par la certification |               |                |

## Interprétations et reprises

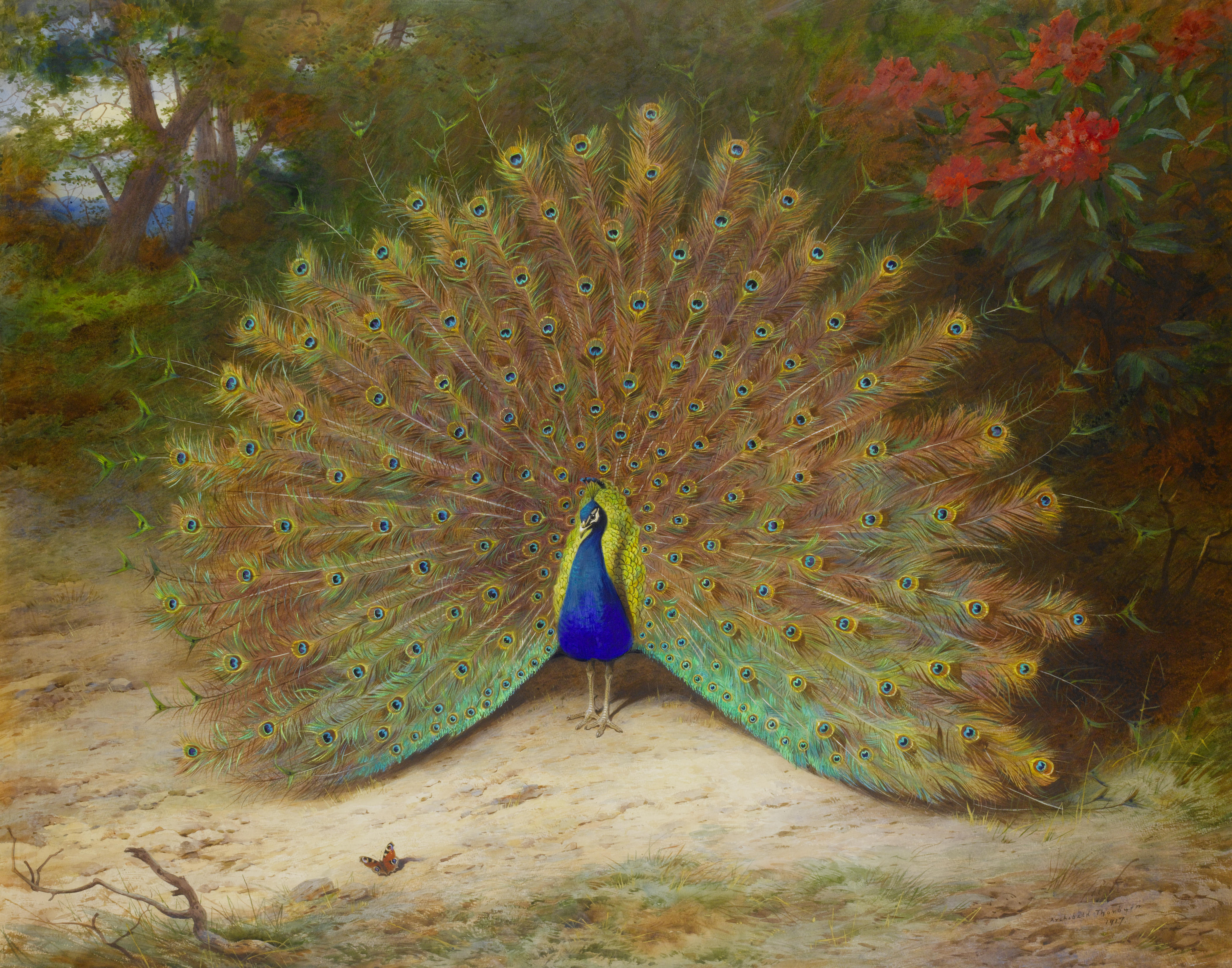
La roue du paon à l'image de la tenue que Perry porte lors de représentation de la chanson. Peinture d'Archibald Thorburn.

Pour la majorité des représentations de Peacock, Perry est habillée d'un bustier pailleté aigue-marine ou un costume coloré qu'elle accroche dans son dos et qui ressemble à la roue du paon. La première interprétation scénique de la chanson a lieu en août 2010 durant le MTV World Stage. La scène, où elle interprète la chanson, est composée de sucres d'orge géant, de danseurs habillés en sucre d'orge et une vidéo projetée sur l'arrière de la scène montrant des ocelles de paon bleu. Tout en dansant sur la scène, Perry porte un catsuit blanc pailleté et un tutu.
En novembre 2010, Perry interprète la chanson au Roseland Ballroom de New York, où elle apparait sur la scène en sortant d'un gâteau géant, habillée d'une robe moulante violette aux motifs imprimés de cupcakes. Elle inclut la chanson dans la programmation de sa tournée mondiale de 2011, California Dreams Tour (février–novembre). Lorsqu'elle interprète la chanson, elle inclut un numéro de danse avec des éventails plumeux. Le chroniqueur de concert Jim Abbott pour le Orlando Sentinel pense que la prestation minutieuse de Peacock est l'un des moments forts des concerts.
Le mensuel LGBT, The Advocate trouve Peacock « très gay ». Lorsque Perry est interrogée au sujet de la chanson, elle souhaite qu'elle devienne un hymne pour la gay-pride. Ayant déjà parodié California Gurls en le transformant en California Gays, Ryan James Yezak fait de même pour Peacock. Yezak est sûr que le titre, allait être populaire et devenir un hymne gay aussi, il fait une vidéo parodique qui reçoit plus de 130 000 commentaires sur internet deux jours seulement après sa sortie.

## Fiche technique

### Liste des titres
| 1. | Peacock (album version)                           | 3:54  |
| 2. | Peacock (Hecto Fonseca Main Squeeze Dub Edit)     | 5:50  |
| 3. | Peacock (Hector Fonseca Club Edit)                | 8:38  |
| 4. | Peacock (Hector Fonseca 12" Mix)                  | 8:53  |
| 5. | Peacock (Hector Fonseca Main Squeeze Dub)         | 7:48  |
| 6. | Peacock (Manny Lehman Progressive Club Vocal Mix) | 10:25 |
| 7. | Peacock (Manny Lehman Tribal Big Room Dub)        | 10:22 |
| 8. | Peacock (Cory Enemy & Mai Morreti Vocal Club Mix) | 5:32  |
| 9. | Peacock (Cory Enemy & Mai Moretti Club Mix)       | 5:22  |

### Crédits artistiques et personnels
Crédits adaptés du livret de l'album Teenage Dream.
- Assistant : Tim Roberts
- Mixage : Serban Ghenea
- Ingénieur du son : John Hanes
- Réalisateur artistique : Stargate
- Enregistrement : Mikkel S. Eriksen, Miles Walker
- Voix : Katy Perry
- Instruments : Mikkel S. Eriksen, Tor Erik Hermansen
- Auteur-compositeur : Katy Perry, Mikkel S. Eriksen, Tor Erik Hermansen, Ester Dean